# 16796 Shinji
16796 Shinji è un asteroide della fascia principale. Scoperto nel 1997, presenta un'orbita caratterizzata da un semiasse maggiore pari a 3,1683410 UA e da un'eccentricità di 0,1334377, inclinata di 10,42675° rispetto all'eclittica.